# Leochilus hagsateri
Leochilus hagsateri là một loài thực vật có hoa trong họ Lan. Loài này được M.W.Chase mô tả khoa học đầu tiên năm 1986.